# Socket 7
Socket 7 – fizyczna i elektryczna specyfikacja gniazd przeznaczonych dla procesorów Pentium firmy Intel oraz dla procesorów z nimi kompatybilnych. Zastąpił gniazdo typu Socket 5, w stosunku do którego dodano jeden dodatkowy pin i wprowadzono drugie napięcie zasilające procesor. Zachowano kompatybilność wsteczną, więc każdy procesor typu Socket 5 można było umieścić w podstawce Socket 7. Gniazdo to posiada 321 pinów. Intel odstąpił od niego w momencie wprowadzenia procesorów Pentium II na Slot 1.
Socket 7 jest stosowany dla procesorów Pentium, AMD K5 do K6, Cyrix 6x86, Cyrix M2, IDT WinChip i kompatybilnych. W późniejszym czasie (w 1998 r.) Socket 7 zmodyfikowano tak, aby mógł obsługiwać nowe napięcie i większe częstotliwości dla procesorów AMD serii K6-2 i K6-3. Starsze płyty główne tych procesorów z reguły nie obsługują (istniały jednak specjalne podstawki umożliwiające instalację tych procesorów w starszych płytach głównych z tymi gniazdami).
Procesory przeznaczone na to gniazdo to: Intel Pentium, Intel Pentium MMX, AMD K5, AMD 5k86, AMD K6, AMD K6-2 oraz AMD K6-3 oraz kompatybilne. Procesory na Socket 7 posiadały taktowanie od 66 do 550 MHz.